# Jewel Staite
Jewel Belair Staite (nascuda el 2 de juny de 1982) és una actriu canadenca. És coneguda pels seus papers com Kaylee Frye a la sèrie de televisió Firefly (2002-2003) de la Fox i la seva pel·lícula derivada Serenity (2005) i com Jennifer Keller a la sèrie de televisió de ciència-ficció Stargate Atlantis del Sci-Fi Channel 2007-2009). Staite també va actuar com a Catalina a Space Cases (1996), com a "Becca" Fisher a Flash Forward (1996-1997), com a Raquel Westbrook al drama canadenc The L.A. Complex (2012) i com a Caroline Swift al drama criminal d'AMC The Killing (2013-2014).

## Primers anys de vida
Staite va néixer a White Rock, Columbia Britànica. La més jove de set fills, va fer de model de petita i ha actuat des dels sis anys. Ha afirmat que és d' ascendència britànica, irlandesa, canadenca francesa i iroquesa. Staite va assistir a la Vancouver Film School i va treballar al Vancouver Youth Theatre.

## Carrera
Staite va començar la seva carrera com a actriu infantil, amb aparicions en pel·lícules de televisió com Liar, Liar de CBC el 1993 (que es va tornar a emetre a la cadena CBS als Estats Units aquell mateix any) i The Only Way Out d'ABC. El 1995, Staite va tenir un paper principal com a convidada en un episodi de la tercera temporada de The X-Files, titulat "Oubliette".

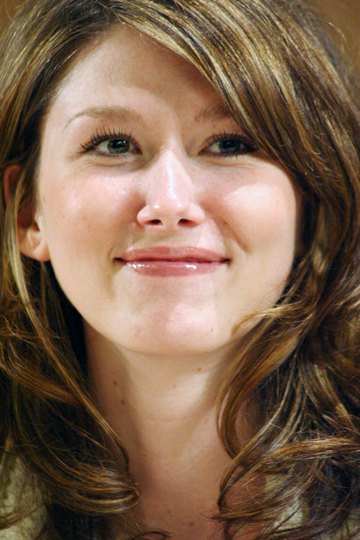
Staite a la Serenity Flanvention de 2005.

Després d'aparèixer a Are You Afraid of the Dark? (1994), el primer paper coprotagonista de Staite en una sèrie de televisió va ser com Catalina, l'enginyera del vaixell, a la primera temporada de la sèrie de televisió de ciència-ficció de Nickelodeon Space Cases el 1996. Immediatament va ser seguit pel seu paper de Rebecca "Becca" Fisher a la sèrie Flash Forward de Disney Channel del 1995 al 1997, una sèrie en la qual Staite era la co-protagonista amb Ben Foster.
El 2000 va ser repartida en un paper principal a la sèrie dramàtica de FOX Family Channel Higher Ground. També va ser actriu de veu a la sèrie de televisió animada Mummies Alive! i Sabrina: The Animated Series per a DiC Entertainment.

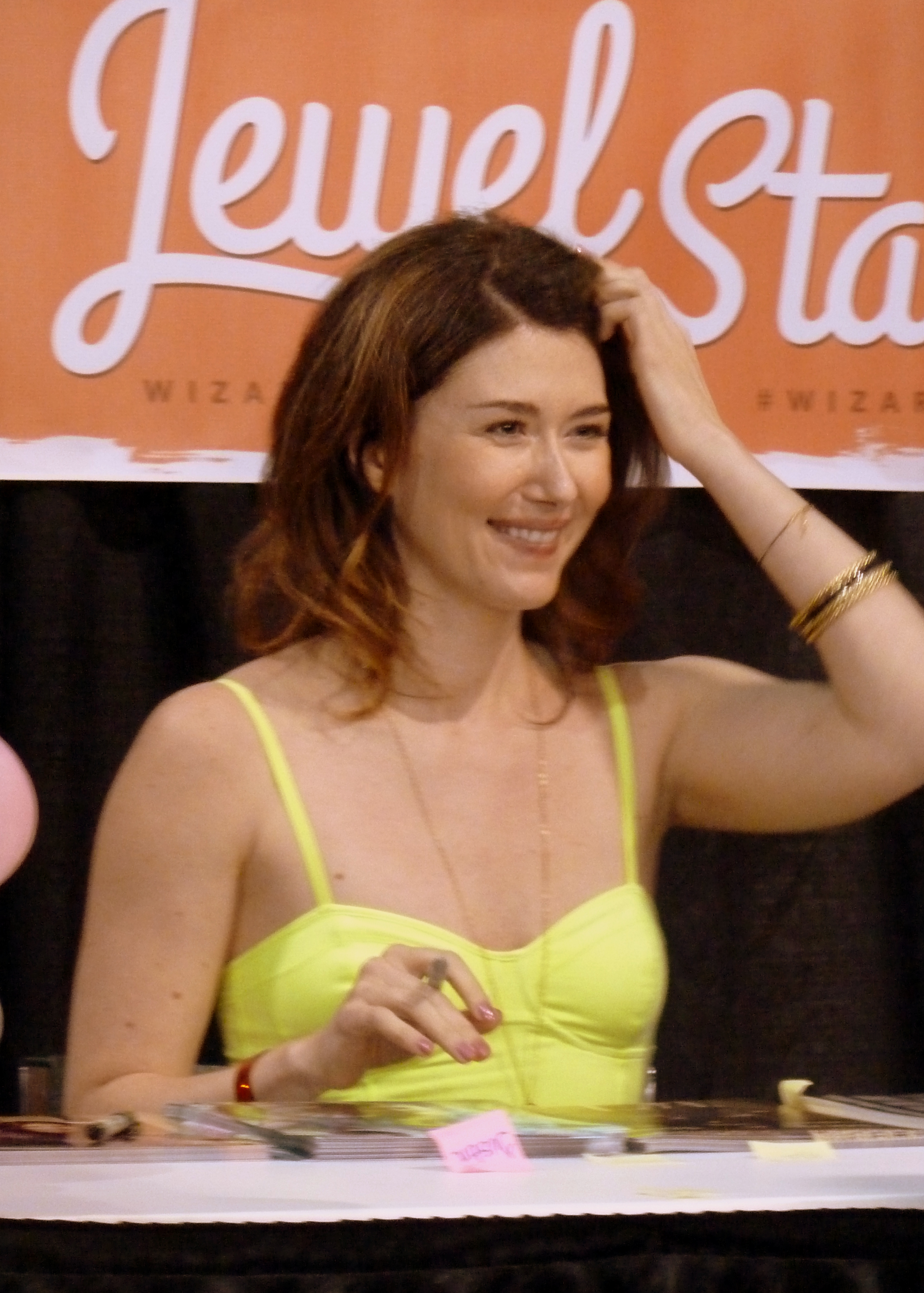
Staite el 2013.

Staite va interpretar a Kaylee Frye a la curta sèrie de televisió Firefly i la posterior pel·lícula del 2005, Serenity. Va escriure un capítol del llibre Finding Serenity, anomenat "Kaylee Speaks: Jewel Staite On Firefly". El 2004 va interpretar el paper recurrent de Heidi Gotts a la sèrie de televisió Wonderfalls.
Staite va fer el paper de la metgessa mèdica Jennifer Keller a la sèrie derivada de Stargate SG-1 Stargate Atlantis, convertint-la en el tercer membre del repartiment principal de la sèrie Firefly que passava a aparèixer en una sèrie de Stargate (el primer va ser Adam Baldwin, que tenia un breu paper com a coronel a l'episodi "Heroes" de Stargate SG-1, i la segona Morena Baccarin, que va interpretar a Adria, la dolenta principal de la desena temporada de SG-1), i la segona en tenir un paper recurrent. Va substituir Paul McGillion (Dr. Carson Beckett). A la cinquena temporada de Stargate, el seu personatge va passar de ser un personatge recurrent a formar part del repartiment principal. Abans d'assumir el paper de la Dra. Keller, anteriorment va interpretar a la nena de Wraith, Ellia, a l'episodi "Instinct" de Stargate Atlantis. També va aparèixer a la pel·lícula de Syfy del 2010, Mothman, sota la direcció de Sheldon Wilson. També el 2010, Staite va protagonitzar un episodi de Warehouse 13 com a interès amorós de Sheldon (interpretat per Sean Maher, que interpretava el seu interès amorós a Firefly) i, el 2011, va protagonitzar un episodi de Supernatural com a el primer interès amorós de Sam.
El 2012, Staite va fer un paper regular a la sèrie The L.A. Complex, on va interpretar a Raquel Westbrook, una actriu que lluitava. El programa es va emetre al Canadà a CTV i MuchMusic i als Estats Units a The CW. També va aparèixer en un episodi de The Listener. Staite va aparèixer en deu episodis del drama criminal AMC, The Killing, com a núvia del detectiu Stephen Holder, Caroline Swift, del 2013 al 2014. Després d'aparéixer a nombroses pel·lícules i episodis aïllats torna a tenir un paper protagonista a la sèrie Family Law de 2020.

## Vida personal
Staite va estar casada amb l'actor Matt Anderson del 2003 al 2011. El maig de 2015 es va comprometre amb Charlie Ritchie. Més tard, el mateix mes, va anunciar que estava embarassada del seu primer fill, un noi. El 9 de desembre de 2015 va anunciar el naixement del seu fill Wilder Cathcart Ritchie. Es va casar amb Charlie Ritchie el 23 de juliol de 2016.

## Filmografia

### Pel·lícules de cinema
| Curs | Títol                                     | Paper                | Notes            |
| ---- | ----------------------------------------- | -------------------- | ---------------- |
| 1995 | Gold Diggers: The Secret of Bear Mountain | Samantha             |                  |
| 1996 | Carpool                                   | Actriu de Soap Opera |                  |
| 2002 | Cheats                                    | Teddy Blue           |                  |
| 2005 | Serenity                                  | Kaylee               |                  |
| 2009 | After Dusk They Come                      | Liz                  | Directe a vídeo  |
| 2011 | The Pact                                  | Anna                 | Pel·lícula curta |
| 2015 | She Who Must Burn                         | Margaret             | [ 27 ]           |
| 2015 | 40 Below and Falling                      | Kate Carter          | [ 28 ]           |
| 2015 | How to Plan an Orgy in a Small Town       | Cassie Cranston      | [ 29 ]           |

### Televisió
| Any       | Títol                                  | Paper                         | Notes                                                                                                   |
| --------- | -------------------------------------- | ----------------------------- | --- |
| 1991      | Posing: Inspired by Three Real Stories | Jennifer Lanahan              | Pel·lícula de televisió                                                                                 |
| 1992      | The Odyssey                            | Labelia                       | Episode: "The Believers"                                                                                |
| 1993      | Liar, Liar                             | Dorianna                      | Pel·lícula de televisió; estrenada als Estats Units com U.S. as Liar, Liar: Between Father and Daughter |
| 1993      | The Only Way Out                       | Alexandra Carlisle            | Pel·lícula de televisió                                                                                 |
| 1994      | The Odyssey                            | Labelia                       | Episodi: "The Prophecy"                                                                                 |
| 1994      | Are You Afraid of the Dark?            | Kelly                         | Episodi: "The Tale of Watcher's Woods"                                                                  |
| 1995      | Are You Afraid of the Dark?            | Cody                          | Episodi: "The Tale of the Unfinished Painting"                                                          |
| 1995      | The X-Files                            | Amy Jacobs                    | Episodi: "Oubliette"                                                                                    |
| 1996      | The Prisoner of Zenda, Inc.            | Theresa                       | Pel·lícula de televisió                                                                                 |
| 1996      | Space Cases                            | Catalina                      | Paper principal (temporada 1)                                                                           |
| 1996–1997 | Flash Forward                          | Rebecca "Becca" Fisher        | Paper protagonista                                                                                      |
| 1997–1999 | Honey, I Shrunk the Kids: The TV Show  | Tiara VanHorn                 | Paper recurrent, 5 episodis                                                                             |
| 1998–2001 | Da Vinci's Inquest                     | Gabriella Da Vinci            | Paper recurrent, 13 episodis                                                                            |
| 1999      | So Weird                               | Callie Snow                   | Episodi: "Siren"                                                                                        |
| 1999      | Sabrina: The Animated Series           | N/A                           | Només veu, 4 episodes                                                                                   |
| 1999      | Nothing Too Good for a Cowboy          | Sally Prentiss                | Episodis: "Happy Trails", "Fools for Love"                                                              |
| 2000      | Higher Ground                          | Daisy Lipenowski              | Paper principal                                                                                         |
| 2001      | The Immortal                           | Danielle Jenkins              | Episodi: "Learning Curve"                                                                               |
| 2001      | 2gether: The Series                    | Josie                         | Episodi: "Kiss"                                                                                         |
| 2001      | Seven Days                             | Molly                         | Episodi: "Empty Quiver"                                                                                 |
| 2002      | Roughing It                            | Susan Olivia Clemens          | Pel·lícula de televisió                                                                                 |
| 2002      | Damaged Care                           | Bryanna (15–20 years)         | Pel·lícula de televisió                                                                                 |
| 2002      | Beyond Belief: Fact or Fiction         | Carly / Shannon               | Episodi: "The Fine Line"                                                                                |
| 2002      | Just Deal                              | Laurel                        | Paper recurrent, 8 episodis                                                                             |
| 2002–2003 | Firefly                                | Kaylee Frye                   | Paper principal                                                                                         |
| 2003      | Dead Like Me                           | Goth Girl                     | Episodi: "Rest in Peace"                                                                                |
| 2004      | Huff                                   | Carolyn                       | Episodi: Pilot                                                                                          |
| 2004      | Cold Squad                             | Thora Andrews                 | Episodi: "Girlfriend in a Closet"                                                                       |
| 2004      | Wonderfalls                            | Heidi Gotts                   | Paper recurrent, 4 episodis                                                                             |
| 2005      | Widow on the Hill                      | Jenny Cavanaugh               | Pel·lícula de televisió                                                                                 |
| 2005      | Stargate Atlantis                      | Ellia                         | Episodi: "Instinct"                                                                                     |
| 2007–2009 | Stargate Atlantis                      | Jennifer Keller               | Paper recurrent (temporada 4); paper principal (temporada 5); 33 episodis                               |
| 2010      | Mothman                                | Katharine Grant               | Pel·lícula de televisió                                                                                 |
| 2010      | Warehouse 13                           | Loretta                       | Episodi: "Mild Mannered"                                                                                |
| 2010      | Call Me Mrs. Miracle                   | Holly                         | Pel·lícula de televisió                                                                                 |
| 2011      | Doomsday Prophecy                      | Brook Calvin                  | Pel·lícula de televisió                                                                                 |
| 2011      | Supernatural                           | Amy Pond                      | Episodi: "The Girl Next Door"                                                                           |
| 2012      | The L.A. Complex                       | Raquel Westbrook              | Paper principal                                                                                         |
| 2012–2013 | Animism: The Gods' Lake                | Melody Ravensfall             | Només veu                                                                                               |
| 2013      | The Listener                           | Lori Black                    | Episodi: "Blast from the Past"                                                                          |
| 2013      | The Christmas Ornament                 | Jenna                         | Pel·lícula de televisió                                                                                 |
| 2013      | State of Syn                           | Annika Drake                  | curts de TV, 6 episodis                                                                                 |
| 2013–2014 | The Killing                            | Caroline Swift                | Paper recurrent, 11 episodis                                                                            |
| 2015      | A Frosty Affair                        | Kate                          | Pel·lícula de televisió                                                                                 |
| 2016      | Legends of Tomorrow                    | Dr. Bryce                     | Episodi: "Progeny"                                                                                      |
| 2016      | Castle                                 | Erin Cherloff                 | Episodi: "Much Ado About Murder"                                                                        |
| 2016      | Undercover Wife                        | Monica Boland                 | Pel·lícula de televisió; també anomanada Not with His Wife                                              |
| 2017      | Blindspot                              | Kiva Garen                    | Episodi: "Regard a Mere Mad Rager"                                                                      |
| 2017      | The Wrong Bed: Naked Pursuit           | Stella Williams               | Pel·lícula de televisió                                                                                 |
| 2017      | Same Time Next Week                    | Sarah                         | Pel·lícula de televisió                                                                                 |
| 2018      | The Detectives                         | Detective Penny Hart          | Episodi: "She Said"                                                                                     |
| 2018      | Take Two                               | Jackie Jarvis / Angela Truman | Episodi: "About Last Night"                                                                             |
| 2018      | The Good Doctor                        | Stella                        | Episodi: "Two Ply (or Not Two Ply)"                                                                     |
| 2019      | The Order                              | Renee Marand                  | Episodis: "Homecoming, Parts One & Two"                                                                 |
| 2019      | The Magicians                          | Phyllis                       | 4 episodis (seasons 4–5)                                                                                |
| 2020      | Family Law                             | Abigail Bianchi               | Paper protagonista                                                                                      |